# Стентор
Стентор (др.-греч. Στέντωρ) — в древнегреческой мифологии греческий воин, участник Троянской войны, способный кричать столь же громко, как кричат одновременно пятьдесят человек. Глашатай, его облик принимает Гера.
Был фракийцем или аркадийцем. Погиб, состязаясь в крике с Гермесом.
В честь этого героя названа Стенторофоническая труба - рупор, применяемый для усиления голоса при переговорах на море, на стройке и т.п.